# Phyllotreta zerchei
Phyllotreta zerchei es una especie de insecto coleóptero de la familia Chrysomelidae. Fue descrita vez en 1998 por Doberl.